# 漢南大橋
漢南大橋 (ハンナムおおはし、ko:한남대교) は、大韓民国ソウル特別市の漢江にかかる全長915mの橋である。同市の龍山区漢南洞と、江南区狎鴎亭洞を結んでいる。 アジアハイウェイ1号線の一部を構成している。
1966年1月19日に着工され、1969年12月25日に竣工した。旧称は「第3漢江橋」だったが、1985年に現名称に改称した。交通量の増加と橋の老朽化で、1996年12月に既設の橋の西側に新しい橋を着工、2001年3月に開通した。その後、既存の橋の補修工事が進められ、2004年8月9日に再開通し、現在の12車線で構成される橋の完成をみた。この橋を通じて、江南区および京釜高速道路と、南山1号トンネルおよび明洞、乙支路一帯が直結された。明洞方面にのみ市内バスの停留所が設置されている。京釜高速道路の良才インターチェンジと漢南大橋は自動車専用道路で結ばれている。かつてはこの橋が京釜高速道路の終点であった。

この橋を素材にし、1979年に歌手のヘウニが第3漢江橋という歌謡曲を発表した。

## 参考
- 第13代ユン・チヨン市長、ソウル特別市公式サイト (2012年6月8日閲覧)